# Dichochrysa phlebia
Dichochrysa phlebia är en insektsart som först beskrevs av Luisa Eugenia Navas 1927.  Dichochrysa phlebia ingår i släktet Dichochrysa och familjen guldögonsländor. Inga underarter finns listade i Catalogue of Life.